# Viljem Savinjski
Viljem Savinjski (Viljem IV., Viljem II.) († 20. marca 1036) je bil  grof iz Brež in Trušenj na Koroškem ter Mejni grof Savinjski (Saunien, Savinjske marke, Savinjske doline).  Bil je sin istoimenskega grofa v Brežah in mejni grof na Koroškem in Leopirgis.

## Življenje
Prvič je v zgodovinskih listinah omenjen leta 1016. Leta 1017 je vojvoda Adalbero Koroški opravil sodni dan v vlogi mejnega grofa v Veronski mejni grofiji z njim in drugimi posestniki v Treviso.
Leta 1025 je od kralja Konrada II., ki je bil na položaju le eno leto in je hotel promovirati Viljema kot protiutež vojvodi Adalberu, kot darilo prejel v svoji Savinjski grofiji 30 kraljevskih  hub med rekama Koprivnico (Kopreinitz),  Hudinjo (Chodiniae/Köttnig)in Voglajno (Wogliena), nadalje na Kranjskem med rekama Krko in Savo skupaj z njim pripadajočimi hribi, dolinami in gozdovi.
Leta 1028 je dobil še eno cesarsko darilo: dvakrat je prejel 30 kraljevskih hub in drugih posesti v vasi Kozje (Traskendorf/Drachenburg ) ter ozemlju med Savo in Savinjo, Sotlo in Mirno (Neiring) v Savinjski grofiji. To so poznejša krška škofovska gospostva Rogatec (Rohitsch), Podčetrtek (Windisch-Landsberg), Planina pri Sevnici (Montpreis), Pilštanj (Peilenstein), Kunšperk (Königsberg), Podsreda (Hörberg), Bizeljsko (Wisell)  in Mokronog (Nassenfuß). Poleg tega mu je bil potrjen trg Breže na Koroškem.
Po drugih virih se je Kozjansko darilo zgodilo leta 1016  Cesar Henrik II. mu je tudi podelil trške in mitniške pravice za katero koli lokacijo v njegovi Grofiji Breže.
Skupaj z zapuščino svojega očeta, poznejšo krško gospostvo Vitanje (Weitenstein), ki ga je očetu leta 980 podaril cesar Oton II.,  je  Viljem tako imel na območju njegove mejne grofije pomembno alodialno premoženje.
Okoli leta 1030 se Viljem omenja kot odvetnik salzburškega nadškofa Dietmarja II.  V začetku leta 1036 ga je z lastnimi rokami umoril vojvoda Adalbero, ki je bil leta 1035 odstavljen.

## Družina
Viljem je bil poročen z  Emo Krško, ki mu je rodila dva sinova:
- Viljem
- Hartvig

Oba so umorili rudarji v enem od Breških rudnikov srebra.